# Horst Stumpff
Horst Stumpff (Gießen, 20 novembre 1887 – Amburgo, 25 novembre 1958) è stato un generale tedesco della Wehrmacht durante la seconda guerra mondiale.
Il 1º gennaio 1938 Stumpff ricevette il comando della 3. Panzer Brigade ed il 1 marzo 1939 venne promosso al grado di maggiore generale, guidando la sua brigata durante le operazioni di invasione della Polonia. Il 7 ottobre 1939 venne nominato comandante della 3. Panzer Division e nel novembre del 1940 ottenne il comando della nuova 20. Panzer Division e venne promosso tenente generale dal 1º febbraio dell'anno successivo. Guidò la sua divisione sul fronte orientale e il 29 settembre 1941 ottenne la croce di cavaliere della croce di ferro per il valore dimostrato al comando, ma venne poco dopo destinato alla riserva.
Nell'aprile del 1942 Stumpff venne nominato ispettore militare incaricato del reclutamento di nuove truppe per l'area di Königsberg. Nel luglio del 1944 divenne ispettore generale delle truppe panzer e venne promosso al grado di General der Panzertruppe nel 1944.
Dopo la guerra si ritirò a vita privata ad Amburgo e vi morì a 71 anni nel 1958.